# ダートマス (ビクトリア州)
ダートマス (Dartmouth) は、オーストラリアのビクトリア州にある村。

## 最初の集落
ダートマスと名付けられた最初の集落は、現在の町よりおよそ6マイル（およそ10km）離れた、ダート川とミタミタ川の合流点付近に、1870年に建設された。おもに金鉱掘りを目指す人々の活動拠点として、ホテルなどが設けられ、その経営に当たった2つの家族が牧場の経営なども行なっていたが、20世紀はじめにゴールドラッシュは終焉を迎え、1916年に最後のホテルが廃業し、牧場の経営も1938年までで途絶えた。1972年に、ダム建設によって、集落一帯に人造湖ダートマス湖 (Lake Dartmouth) を設ける方針が州および連邦政府によって下され、1973年から着工し、1979年に完成した。こうして、最初の集落の跡地は、ダム湖に水没することとなった。

## ダム建設
ダートマス・ダムは、ダート川がミタミタ川に合流する付近に建設され、マタマタ川に接してマレー＝ダーリング水系における主要な貯水池が形成された。
現在の集落は、1973年にダートマス・ダム建設の労働者たちの宿営地として創建され、1973年3月1日に郵便局が開設された（この一帯の農村地域には、それ以前にも1910年から1930年にかけて郵便局が存在していた時期があった）。
ビクトリア州のビクトリア州河川水道委員会 (the State Rivers and Water Supply Commission of Victoria (SR&WSC of Victoria)) がダム建設にあたっていた時期には、住民の大部分はティース・ブラザーズ社（Thiess Bros.：後のCIMICグループ傘下の建設会社ティース社 (Thiess Pty Ltd)）の従業員であった。
当時の人口は、およそ1800人ほどで、122棟の家屋の他、キャラバンの野営地3カ所、単身男性のための宿舎の区画などもあった。町には各種の商業施設や映画館、診療所、公認の賭け屋もあり、180人ほどの子どもたちが通う学校もあった。

## その後
1979年にダートマス・ダムが完成すると、町の人口は激減し、1986年には学校も廃校となった。
今日のダートマスは、風景の美しい村落であり、定住人口はおおそ90人ほどである。また、近傍のダートマス湖、ミタミタ川周辺は行楽地で、特にダートマス湖は釣り場として知られている。ダートマスの滞在者には、漁業関係者、旅行者、今日では2カ所の発電所が設けられているダムの管理関係者などがいる。